# Песковский сельский совет (Лохвицкий район)
Песковский сельский совет (укр. Пісківська сільська рада) — входит в состав
Лохвицкого района
Полтавской области
Украины.
Административный центр сельского совета находится в 
с. Пески.

## История
- 1921 — дата образования.

## Населённые пункты совета
- с. Пески
- с. Шевченки
- с. Яремовщина